# 史嗣元
史嗣元（1531年—？），字懋宗，浙江紹興府餘姚縣人，民籍，明朝政治人物。

## 生平
嘉靖三十四年（1555年）乙卯科浙江鄉試第十八名舉人。嘉靖三十八年（1559年）中式己未科三甲第九十五名進士。历官广东布政使司右参议，隆慶五年（1571年）五月升湖广按察司副使，以考察不及，万历六年（1578年）四月调任四川副使、分巡川东兼理兵备，八年正月升陕西行太仆寺卿，十年二月以回任违限被陕西巡按赫瀛弹劾，令閑住。

## 家族
曾祖史鳳，封應天府經歷；祖父史伯敏，州同知；父史重光，母朱氏。具庆下。弟嗣亨、嗣泰、嗣憲。